# Theo Frenkel sr.
Theodorus Maurits (Theo) Frenkel (Rotterdam, 14 juli 1871 – Amsterdam, 20 september 1956) was een Nederlands regisseur en acteur. Hij was, samen met Maurits Binger en Louis Chrispijn sr., de eerste Nederlandse regisseur die filmwerk verrichtte in Nederland in de jaren 1910 en 1920.

## Biografie
Theo Frenkel sr. werd geboren in Rotterdam als zoon van de musicus Maurits Frenkel en de actrice Theo Bouwmeester. Zijn neef Theo Frenkel jr, acteur van beroep, trouwde met actrice Lily Bouwmeester.
Frenkel was tussen 1890 en 1908 een toneelacteur en reisde met zijn gezelschap door Europa. Hij kreeg naderhand interesse in het filmvak, dat toen nog in de kinderschoenen stond. Halverwege het jaar 1908 vertrok Frenkel naar Engeland, waar hij in Cecil Hepworth's Studio in Walton-on-Thames zijn eerste film maakte van enkele minuten. In anderhalf jaar regisseerde Frenkel er meer dan 50 korte eenakters. Later vertrok hij naar Brighton en maakte hij de overstap van Hepworth naar de Charles Urban Trading Company, waar hij een gezelschap vormde om in zijn films te spelen, onder wie de actrice Julie Meijer, met wie Frenkel in 1915 zou trouwen. In twee jaar tijd maakte hij er circa 120 films.
Vervolgens verhuisde hij in 1912 naar Berlijn, waar hij ging werken als regisseur. Reeds in 1914 ging hij terug naar Nederland, dat neutraal was tijdens de Eerste Wereldoorlog. Hier maakte hij de film Fatum (1914) en het jaar erna Het Wrak van de Noordzee (1915. Hij richtte ook als mede-eigenaar de Amsterdam Film Cie op. In de jaren die volgden daalde zijn populariteit in de Europese cinema. In 1920 scheidde hij van Julie Meijer en trouwde enkele maanden later met Annie Wesling. Wegens het uitblijven van succes stopte Frenkel in 1928 als filmmaker.

## Films (selectie)
- To the Custody of the Father (1908)
- Fatum (1915)
- Het Wrak van de Noordzee (1915)
- Genie Tegen Geweld (1916)
- Het proces Begeer (1918)
- Aan boord van de Sabine (1920)
- Helleveeg (1920)
- Alexandra (1922)
- De bruut (1922)
- Frauenmoral (1923)
- Bet naar de Olympiade (1928)